# Brühlgraben (Epbach)
Der Brühlgraben ist ein etwas weniger als einen Kilometer langer Graben im Gebiet der Kleinstadt Waldenburg im baden-württembergischen Hohenlohekreis. Nach nordöstlichem Lauf mündet er im Waldenburger Industriegebiet nahe der Bahnhofssiedlung von links in den oberen Epbach.

## Geographie

### Verlauf
Der Brühlgraben entsteht auf 361,6 m ü. NHN am Knick eines ausgebauten Feldwegs etwa 2⁄3 km südlich der Bahnhofssiedlung von Waldenburg. Seine ersten 500 Meter läuft er durch die Flur Butzen in zwei schnurgeraden Teilstücken dem Weg entlang zwischen Wiesen und Äckern und ohne jeden höheren Bewuchs am Graben nach Nordosten.
Dann unterquert er die May-Eyth-Straße, jenseits derer das Industriegebiet von Waldenburg beginnt. Der nun etwas gewunden fließende Bach grenzt aber auch darin zumindest einseitig an eine Wiese. Dann fließt der Brühlgraben in spitzem Winkel von links auf etwa 352 m ü. NHN in den Epbach ein.
Der Brühlgraben mündet nach 0,8 km langem Lauf mit mittleren Sohlgefälle von etwa 12 ‰ knapp 10 Meter unterhalb des Grabenbeginns am Wegknick. Er hat nur unbeständigen Durchfluss.
Nach dem Kartenbild einer topographischen Karte aus den 1930ern bestand damals in heutigen Ackerflächen am Oberlauf ein kleiner Butzensee, von dem außer einer am Höhenlinienbild erkennbaren Einsenkung nichts mehr erhalten ist.

### Einzugsgebiet
Das Einzugsgebiet des Brühlgrabens ist etwa 0,8 km² groß. Es erhebt sich auf dem Waldenburger Bergsporn, auf dem das Städtchen steht, etwa 500 m ü. NHN hoch und gehört dort mit einem nur kleinen Zwickel zu den Waldenburger Bergen, einem Unter-Naturraum der Schwäbisch-Fränkische Waldbergen, während die tieferen Partien mit dem gesamten Lauf zur Öhringer Ebene, einem Teil des Unterraums Westliche Hohenloher Ebene der Hohenloher und Haller Ebene gehören.
Zuoberst am Bergsporn-Abhang steht wenig Wald, darunter liegen zunächst einige Obstwiesen, vorwiegend aber große Wiesen und Äcker, die das ganze untere Einzugsgebiet bis zur Grenze des Industriegebietes einnehmen; auch dort fließt der Unterlauf in unbebautem Grasland.
Das ganze Einzugsgebiet gehört zum Stadtgebiet von Waldenburg, besiedelt ist nur die schmale Hochfläche des Bergsporns mit einem Teil des Waldenburger Städtchens und um den unteren Lauf stehen die Gewerbebauten des Industriegebietes.
Im Südwesten jenseits des Bergsporns fließt der Bauzenbach weiter abwärts zum Epbach. An allen anderen Seiten ist der Epbach das nächste offene Gewässer; im Südosten ist dessen Lauf nirgends auch nur 300 Meter entfernt.

## Geologie
Das Einzugsgebiet liegt im Keuper. Auf seinen höchsten Partien im Südwesten liegt auf dem Bergsporn des Städtchens von Waldenburg eine schmale Hochfläche aus Kieselsandstein (Hassberge-Formation). Am oberen Spornhang folgen darunter schnell Untere Bunte Mergel (Steigerwald-Formation) und Schilfsandstein (Stuttgart-Formation). Dann setzt der Gipskeuper (Grabfeld-Formation), der den weit überwiegenden Teil des Einzugsgebietes bedeckt und in dessen Schichthöhe auch der Brühlgraben liegt.
Jedoch ist in den Gipskeuper um den oberen Brühlgraben ein breites Band von holozänen Altwassersedimenten eingelagert. Schon etwas vor dem Eintritt in die Kontur des Industriegebietes und dann bis zur Mündung liegen Auenlehme um den Brühlgraben wie um den aufnehmenden Epbach.

## Schutzgebiete
Das gesamte Einzugsgebiet liegt im Naturpark Schwäbisch-Fränkischer Wald, seine obere Hälfte am steilen bis mäßigen Nordostabfall des Waldenburger Bergsporns im Landschaftsschutzgebiet Landschaftsteile im Raum Waldenburg.

## Tourismus
Ein mit blauem Punkt markierter Wanderweg des Schwäbischen Albvereins verläuft abschnittsweise im Bereich der Talsteige der L 1046 von Waldenburg herab etwa auf der nordwestlichen Wasserscheide und erlaubt Aussicht übers Einzugsgebiet.

### LUBW
Amtliche Online-Gewässerkarte mit passendem Ausschnitt und den hier benutzten Layern: Lauf und Einzugsgebiet des Brühlgrabens

Allgemeiner Einstieg ohne Voreinstellungen und Layer: Daten- und Kartendienst der Landesanstalt für Umwelt Baden-Württemberg (LUBW) (Hinweise)
1. 1 2  Höhe nach dem Höhenlinienbild auf dem Hintergrundlayer Topographische Karte.
2. ↑  Länge nach dem Layer Gewässernetz (AWGN).
3. ↑  Einzugsgebiet abgemessen auf dem Hintergrundlayer Topographische Karte.
4. ↑  Schutzgebiete nach den einschlägigen Layern, Natur teilweise nach dem Layer Geschützte Biotope.

### Andere Belege
1. ↑  Höhe nach schwarzer Beschriftung auf dem Layer WMS LGL-BW Topographische Freizeitkarte 1:25.000 auf: Geoportal Baden-Württemberg (Hinweise)
2. ↑  Früherer Butzensee nach:
  - Meßtischblatt 6823 Pfedelbach von 1932 in der Deutschen Fotothek
3. ↑  Wolf-Dieter Sick: Geographische Landesaufnahme: Die naturräumlichen Einheiten auf Blatt 162 Rothenburg o. d. Tauber. Bundesanstalt für Landeskunde, Bad Godesberg 1962. → Online-Karte (PDF; 4,7 MB)
4. ↑  Geologie nach den Layern zu Geologische Karte 1:50.000 auf: Mapserver des Landesamtes für Geologie, Rohstoffe und Bergbau (LGRB) (Hinweise)